# Boeing A160 Hummingbird
Boeing A160 Hummingbird – amerykański bezzałogowy śmigłowiec rozpoznawczy (ang. Unmanned Aerial Vehicle – UAV) wyprodukowany przez firmę Frontiers System Inc., której aktywa w maju 2004 roku przejął koncern Boeing w ramach kontraktu zawartego z DARPA. Przeznaczeniem śmigłowca jest rozpoznanie, dozór i wskazywanie celów. Może on być również używany jako retranslator danych oraz transportować zaopatrzenie w trudnym terenie.